# Heliocopris hamifer
Heliocopris hamifer là một loài bọ cánh cứng trong họ Bọ hung (Scarabaeidae).